# 碱性长石花岗岩
碱性长石花岗岩（英語：Alkali feldspar granite），又稱為“紅色花崗岩” ，是一種長英質火成岩, 也是含鉀長石 (K-spar) 的花崗岩。 緻密並具有顯晶石質結構。因爲含鉀長石多，使岩石呈現粉紅色至淡紅色，並含有少量的黑色礦物質 .

QAPF分類圖表顯示對深成岩的分類

## 化學成分
如 QAPF分類圖表所示，碱性长石花岗岩含有 20% - 60% 的石英。 若石英含量少，歸類為“石英鹼長石正長岩”。其90%以上的長石屬於鹼長石。 若鹼長石含量少於這個數量，就被歸類為花崗岩。
碱性长石花岗岩还含有少量的斜長石、白雲母,黑雲母和角閃石。所含氧化礦物，包括磁鐵礦、鈦鐵礦或鈣尖晶石（ulvospinel）。所含硫化物有磷酸鹽，主要是磷灰石。

火成岩礦物組合

## 產狀
鹼長石花崗岩通常與其他富鹼花崗岩如二長花崗岩和正長花崗岩（syenogranite）產於同處，均爲A型花崗岩的一部分。產狀廣泛，于不同的的構造環境地點，但它們的起源仍然不確定。

## 用途
地質學家和地球化學家等對花崗岩均有興趣研究，因為花崗岩的結晶能提供了關於其形成環境的線索。
建築材料使用鹼長石花崗岩很廣汎，例如人行道和廚房檯面的拋光板或瓷磚。